# HD 118991
HD 118991，又名CP-53 5725，SAO 241076、HR 5141，是一颗恒星，视星等为5.01，位于銀經310.25，銀緯7.6，其B1900.0坐标为赤經13h 35m 20.3s，赤緯-54° 7.6′ 9″。